# Hiers-Brouage
Hiers-Brouage è un ex comune francese di 658 abitanti situato nel dipartimento della Charente Marittima nella regione della Nuova Aquitania.  Dal 1º gennaio 2019 è stato accorpato al comune di Marennes per formare il nuovo comune di Marennes-Hiers-Brouage, divenendone comune delegato.

## Società

### Evoluzione demografica
Abitanti censiti